# Baronia de Montclús
La Baronia de Montclús va ser una jurisdicció senyorial creada al segle xiii pels Montseny. Estava lligada al Castell de Montclús. Era hereva de la Baronia de Montseny.

## Orígens
A inicis del segle xiii, Guillem Umbert III de Montseny traslladà la seva residència i nucli de poder de la baronia, dels castells de les Agudes i Miravalls al castell de Montclús. El seu fill, a partir d'aquell moment, va canviar el seu cognom i el de la baronia, pel de Montclús.

## Llista dels barons de Montclús
Casa dels Montclús
- 1239-?: Guillem I de Montclús, primer a usar el cognom Montclús.
- ?-1273: Guillem II de Montclús, fill de l'anterior
- 1273-1277: Riembau II de Montcús, fill de l'anterior

Casa dels Cabrera
- 1277-1298: Ramon de Cabrera, compra el títol a l'anterior, nebot seu.
- 1298-1328: Bernat I de Cabrera, fill de l'anterior.

A partir de Bernat I, la baronia queda integrada dins del vescomtat de Cabrera.